# عين الحياة رفعت
عين الحياة رفعت (5 أكتوبر 1858 - 12 أغسطس 1910)، ابنة أحمد رفعت باشا، كانت الزوجة الأولى للسلطان حسين كامل، حيث تزوجها عام 1873 ثم طلقها بعد حياة زوجية استمرت 12 سنة. أنجبت له خلالها «الأمير كمال الدين»، «الأميرة كاظمة»، «الأميرة كاملة» و«الأمير أحمد كاظم» وكلهم تبدأ أسماؤهم بحرف الكاف. تزوج السلطان حسين بعدها من السلطانة ملك جشم آفت التي أنجبت له «الأميرة قدرية» و«الأميرة سميحة» و«الأميرة بديعة» 